# Sant Martí de Querós
Sant Martí de Querós és una església romànica del municipi de Sant Hilari Sacalm, documentada des de principis del segle xii i protegida com a bé cultural d'interès local. Era l'església parroquial del poble de Querós i fou abandonada el 1966 després de la construcció del pantà de Susqueda. Està ubicada just al límit de les aigües de l'embassament. La primer referència documental de l'església és de 1104 però es creu que l'edifici romànic fou construït a finals del segle xi. En fou rector Antoni Serrallonga, fill del bandoler Joan de Serrallonga.

## Descripció
Antiga església parroquial del poble de Querós abandonada des de l'any 1966, situada al nord de Sant Hilari Sacalm, al costat de les aigües del pantà de Susqueda. L'edifici, té una única nau rectangular amb la coberta de volta de canó, amb tres arcs torals, i un absis semicircular a la capçalera amb una finestra de doble esqueixada al centre, en arc de mig punt en gradació. A migdia hi ha la porta d'entrada original, en arc de mig punt, i dues finestres. L'exterior de l'absis presenta decoració d'arcuacions entre lesenes i els murs de les naus fris d'arcuacions. El campanar-torre del segle xv està adossat al costat de migdia de l'absis. El teulat del campanar és a doble vessant, de teula àrab.
En els murs, de carreus de pedra, en destaca el coronament superior d'arcuacions cegues.
A l'interior de l'absis es conserven fragments de pintura mural d'època romànica.

## Història
L'església apareix documentada per primer cop el 1104, encara que segurament és una mica anterior, de finals del segle xi. Va estar vinculada des del principi al terme senyorial de Sau, sota la jurisdicció del castell de Cabreroles.
Els terratrèmols del segle xv, que tantes destrosses provocaren a la comarca, van malmetre sobretot el campanar que va haver de ser alçat de nou el mateix segle i reforçat el següent. Gran part de la rectoria fou enderrocada.
A la segona meitat del segle xvii, Antoni de Serrallonga, fill del bandoler Joan Sala de Serrallonga, fou rector de la parròquia.
Del poble de Querós en resten dempeus l'església i algunes cases situades a les muntanyes, ja que la resta estan sota les aigües de l'embassament de Susqueda.
L'Ajuntament de Sant Hilari Sacalm, en col·laboració amb el Consell Comarcal de la Selva i la Diputació de Girona ha iniciat (quan?) un projecte de restauració per poder incorporar l'església a les rutes turístiques del romànic català. Una de les primeres tasques endegades ha estat assentar les bases de l'edifici i fer diverses excavacions.
Actualment (Març 2021) no s'ha fet cap actuació i l'esglèsia comença a caure, la teulada del campanar va caure el 2015 i l'entorn s'està degradant, el xiprer i el llorer que creixien al costat s'han mort i una alzina que hi havia al costat ha caigut cap al pantà i una del costat s'està descalçant i morint.